# Kevin McCarthy

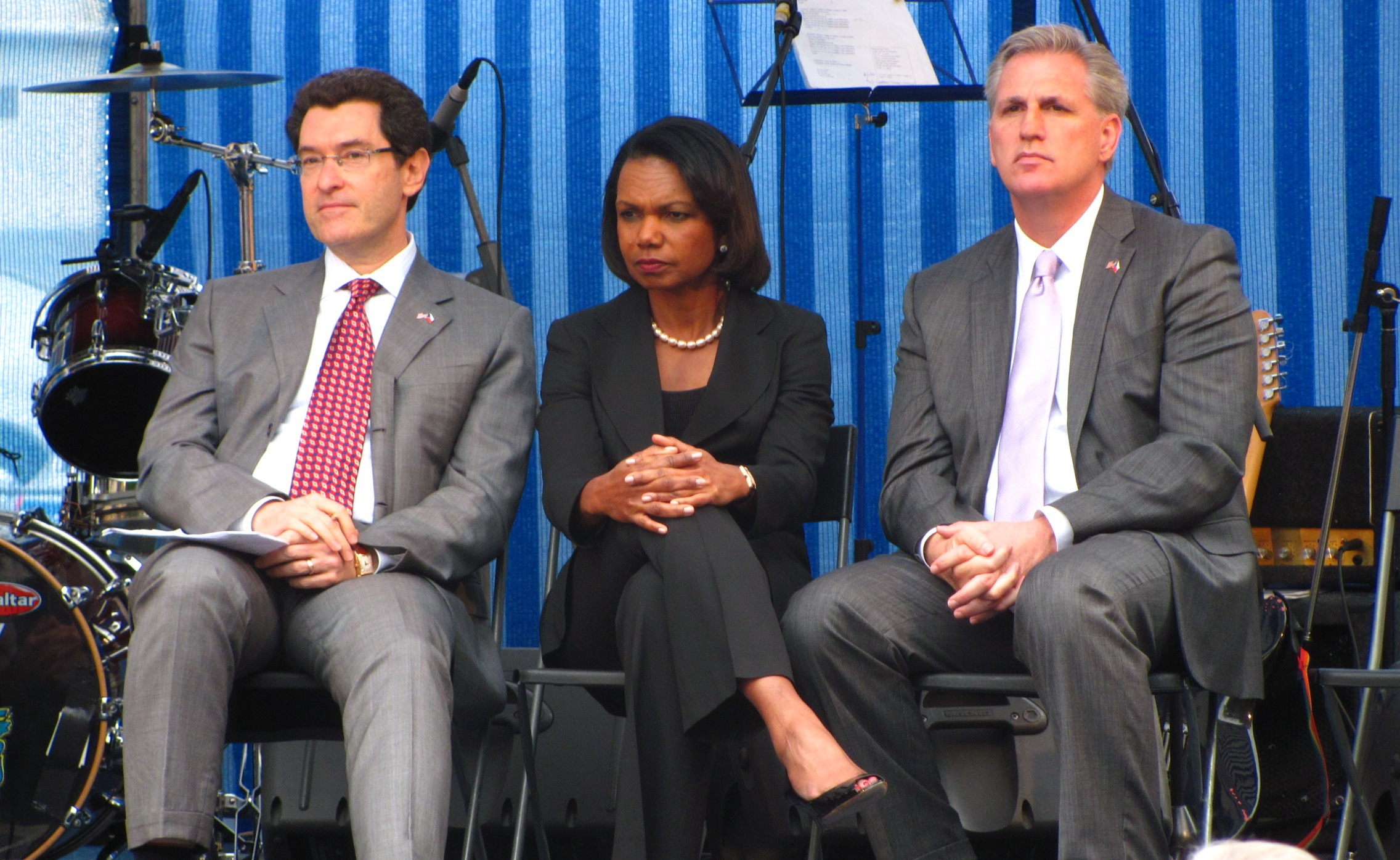
V Praze v roce 2011 při oslavách 100. výročí narození prezidenta Ronalda Reagana. Zleva: Norman L. Eisen, velvyslanec USA v Praze, Condoleezza Rice, bývalá ministryně zahraničí USA, a Kevin McCarthy, člen kongresu USA

Kevin Owen McCarthy (* 26. ledna 1965 Bakersfield) je americký politik za Republikánskou stranu, od ledna do října 2023 předseda Sněmovny reprezentantů. Mezi roky 2019–2023 byl lídrem republikánské menšiny ve Sněmovně reprezentantů Spojených států amerických. V letech 2014 až 2019 působil jako vůdce sněmovní většiny pod předsedy Johnem Boehnerem a Paulem Ryanem. 

## Politická kariéra
McCarthy dříve předsedal kalifornským mladým republikánům i Národní federaci mladých republikánů. V letech 2002 až 2006 byl poslancem v kalifornské Sněmovně reprezentantů, poslední dva roky jako předseda republikánské menšiny. Do Kongresu Spojených států byl zvolen v roce 2006.
Ve Sněmovně reprezentantů má McCarthy již devátý mandát, v letech 2007 až 2013 působil jako kongresman za 22. kongresový obvod Kalifornie, od roku 2013 za 23. obvod, od roku 2023 za 20. obvod. Ve svém druhém funkčním období byl zvolen do vedení Sněmovny reprezentantů, kde v letech 2009 až 2011 zastával funkci hlavního zástupce whipa republikánů. Když v roce 2011 převzala Republikánská strana kontrolu nad Sněmovnou reprezentantů, vykonával v letech 2011 až 2014 funkci republikánského whipa. V roce 2014 nahradil v roli vůdce sněmovní většiny odcházejícího Erica Cantora, který byl poražen v primárních volbách.
Poté, co republikáni v průběžných volbách v roce 2018 ztratili většinu a předseda Sněmovny Paul Ryan odešel do důchodu, byl McCarthy v lednu 2019 zvolen vůdcem menšiny, čímž se stal prvním kalifornským republikánem v této funkci.
Po vítězství republikánů v listopadových sněmovních volbách 2022 byl Kevin McCarthy nominován do funkce předsedy Sněmovny reprezentantů. Při zahájení hlasování 3. ledna 2023 však nebyl během prvních tří kol zvolen, když se pro něj část radikálně pravicových republikánů rozhodla nehlasovat a podpořila jiné republikánské zastupitele. Stejný scénář se opakoval i 4. a 5. ledna. Volba musela pokračovat i po 11. pokusu, přičemž žádný jiný kandidát než McCarthy neměl naději na úspěch. 
Předsedou Sněmovny  reprezentantů, a tedy třetím protokolárně nejvyšším činitelem USA, byl zvolen až na patnáctý pokus poměrem hlasů 216 ku 212. Zvolení umožnily značné politické ústupky republikánské většiny vůči posledním šesti stranickým „rebelům“, kteří tak pouze vhodili lístky se slovem „přítomen“. 
O rozhodnutí těchto poslanců v posledním kole nehlasovat pro žádného kandidáta se přičinil bývalý americký prezident Donald Trump, který je po 14. kole k tomuto kroku telefonicky přiměl. McCarthy mu zato po zvolení veřejně poděkoval. Volba trvala celkově tři dny, což znamenalo nejdelší časový úsek od roku 1859.
3. října 2023 byl na návrh republikánského poslance Matta Gaetze McCarthy z funkce předsedy Sněmovny reprezentantů odvolán, což se stalo poprvé v historii Spojených států; důvodem byly neshody ohledně zákona o dočasném financování americké federální vlády (kdy USA hrozil tzv. shutdown), pro jeho odvolání hlasovalo kromě demokratů osm republikánských poslanců: Matt Gaetz, Andy Biggs, Ken Buck, Tim Burchett, Eli Crane, Bob Good, Nancy Mace a Matt Rosendale.  
McCarthy poté prohlásil, že už o funkci předsedy (mluvčího) Sněmovny nebude znova usilovat. Až do zvolení nového mluvčího, kterým se posléze stal Mike Johnson, nebyla Sněmovna reprezentantů akceschopná.
Dne 6. prosince 2023 oznámil McCarthy, že se s platností k 31. prosinci 2023 vzdá svého mandátu jako poslanec Sněmovny reprezentantů.

## Mládí a rodina
Do roku 1985 navštěvoval Bakersfield College. Poté studoval na Kalifornské státní univerzitě ve svém rodném městě.
Je ženatý a má dvě děti. Jeho rodina žije v Bakersfieldu.